# Bogacko
Bogacko (niem. Rainfeld) – wieś w Polsce położona w województwie warmińsko-mazurskim, w powiecie giżyckim, w gminie Giżycko. W 2010 roku wieś liczyła 97 mieszkańców.
W latach 1975–1998 miejscowość administracyjnie należała do województwa suwalskiego.

## Historia[4]
W rejestrze podatkowym z 1539 wymieniono osadę zamieszkałą przez dwóch wolnych, Szymona i Jana. 13 czerwca 1545 książę Albrecht potwierdził im 11 łanów chełmińskich w dobrach Bogatschen przy granicy ze Sterławkami, Kamionkami i jezioro Dejguny w zamian za jedną służbę konną. Zobowiązano ich ponadto do prac przy budowie i naprawie zamków i zabudowań książęcych, oddawania płużnego w wysokości 2 korców żyta i 2 pszenicy. Wolny był połów ryb w jeziorze Dejguny i zakładanie pasiek w ogrodach i granicach dóbr.
W 1559 starosta giżycki Fabian von Lehndorff sprzedał wolnemu z B. Maciejowi Bogaczowi ostrów na jeziorze Dejguny. 
W spisach wymieniono 4 łany „nadwyżki” ziemi. 14 stycznia 1561 3 łany przy granicy Wron Wielkich otrzymał giżycki karczmarz Michał Prus wraz z prawem wolnego połowu w jeziorze Niegocin. Jeden łan sprzedał elektor Jan Zygmunt 11 maja 1616 karczmarzom Janowi Okrongli i Michałowi Mucha za 150 grzywien.
Wg spisu z 1598 wieś liczyła 11 łanów i należała do parafii giżyckiej. W 1719 wymieniono 5 gospodarstw, z których dwa miały po 3 łany mało uprawnej ziemi. Pastwiska nie były ogrodzone, z czego korzystali, bez zapłaty, mieszkańcy Sterławek.
22 lutego 1820 z obszaru wsi wyodrębniono gospodarstwo Godfryda Baldy, 5 łanów 19 mórg, które odtąd nazywano Bogacka Wola (Bogatzkowolla). 
W 1830 we wsi było siedmiu gospodarzy mających 33 łany 28 morgów i 115 prętów magdeb. W 1871 majątek ziemski nabył Karl Kreutzberge.
W 1910 utwardzono drogę gruntową prowadzącą do wsi. W 1922 obejmował 383 ha. Od 1932 właścicielem był Karl Falkowski. W latach 1932–34 majątek zasiedlono pracownikami. Wieś nie miała szkoły, uczniowie uczęszczali do Wron Wielkich.
Rosjanie zajęli Bogacko 25 stycznia 1945. W czasie wojny w służbie wojskowej zginęło dwóch żołnierzy. Dwie osoby zesłano na Syberię. Podczas ucieczki w styczniu 1945 zmarły dalsze dwie osoby. Sołtys w 1945 – Erich Maschlanka. 
Nazwy: 1539 – Bogatzko; 1719 – Bogatschen, Bogatzken, Bogatschön; 16 VII 1938 – Rainfeld; 1946 – Bogacko.
Mieszkańcy: 1933 – 29; 1939 – 142